# Ebimotors
Ebimotors est une écurie de course automobile italienne basée à Cermenate et fondée par Enrico Borghi en 1998.

## Histoire
En 2017, après de nombreuses années passées en Porsche Carrera Cup Italie, l'écurie engage une Lamborghini Huracán GT3 aux 24 Heures de Daytona aux mains de Fabio Babini, Emanuele Busnelli, Emmanuel Collard et François Perrodo,. Ce n'est pas la première participation de l'écurie à l'épreuve car sa dernière participation remontait à l'édition de 2005. La voiture terminera l'épreuve en neuvième position dans la catégorie GTD. L'auto restera encore quelques mois sur le sol américain pour participer aux 12 Heures de Sebring mais sans François Perrodo qui a été remplacé par Michele Beretta (de). La voiture terminera l'épreuve en douzième position dans la catégorie GTD. Il fut un temps envisagé de participer aux autres épreuves de la Coupe d'Endurance d'Amérique du Nord mais finalement, les 12 Heures de Sebring marqueront la fin de l'aventure américaine pour l'année 2017.
De retour en Europe, l'écurie engage la Lamborghini Huracán GT3 aux Michelin Le Mans Cup aux mains de Fabio Babini et Emanuele Busnelli. La Lamborghini Huracán GT3 remportera les épreuves du Red Bull Ring et du Paul Ricard et remporta le championnat. Cela permet à l'écurie d'avoir une invitation automatique pour les prochains 24 Heures du Mans et était en ligne avec l'ambition de l'écurie de concourir en catégorie GTE pour la saison 2018.
La Lamborghini Huracán GT3 participera également à l'épreuve V De V du Paul Ricard. Cette participation se soldera par une victoire.
En 2018, fort de ses ambitions, l'écurie s'allie à Proton Competition afin de participer aux European Le Mans Series et aux 24 Heures du Mans avec une Porsche 911 RSR. Pour cette voiture, il n'y a pas d'équipage fixe et des pilotes tels que Fabio Babini, Bret Curtis, Érik Maris, Raymond Narac, Christina Nielsen et Riccardo Pera se sont relayés aux mains de la voiture durant la saison, L'écurie participe également aux Michelin Le Mans Cup avec une Porsche 911 GT3 R aux mains d'Alessandro Baccani et de Paolo Venerosi.

## Palmarès

### Résultats aux24 Heures du Mans
| Année | Classe   | no | Pilotes                                   | Châssis              | Pneus | Tours | Pos. |
| Année | Classe   | no | Pilotes                                   | Moteur               | Pneus | Tours | Pos. |
| ----- | -------- | -- | ----------------------------------------- | -------------------- | ----- | ----- | ---- |
| 2018  | LMGTE Am | 80 | Fabio Babini Christina Nielsen Érik Maris | Porsche 911 RSR      | M     | 332   | 31e  |
| 2018  | LMGTE Am | 80 | Fabio Babini Christina Nielsen Érik Maris | Porsche 4,0 l Flat-6 | M     | 332   | 31e  |

### Résultats aux24 Heures de Daytona
| Année | Classe | no | Pilotes                                                          | Châssis                 | Pneus | Tours | Pos. |
| Année | Classe | no | Pilotes                                                          | Moteur                  | Pneus | Tours | Pos. |
| ----- | ------ | -- | ---------------------------------------------------------------- | ----------------------- | ----- | ----- | ---- |
| 2017  | GTD    | 46 | Emanuele Busnelli Fabio Babini Emmanuel Collard François Perrodo | Lamborghini Huracán GT3 | C     | 626   | 26e  |
| 2017  | GTD    | 46 | Emanuele Busnelli Fabio Babini Emmanuel Collard François Perrodo | Lamborghini 5,2 l V10   | C     | 626   | 26e  |
| 2005  | GT     | 46 | Karl Wendlinger Dieter Quester Johnny Mowlem Vincent Vosse       | Porsche 911 GT3 Cup     | H     | 409   | Abd  |
| 2005  | GT     | 46 | Karl Wendlinger Dieter Quester Johnny Mowlem Vincent Vosse       | Porsche 3,6 l Flat-6    | H     | 409   | Abd  |

### Résultats enMichelin Le Mans Cup
| Année | Classe | no | Pilotes                           | Voiture                 | Pneus | MON | LMS | LMS | RBR | LEC | SPA | POR | Total | Pos. |
| ----- | ------ | -- | --------------------------------- | ----------------------- | ----- | --- | --- | --- | --- | --- | --- | --- | ----- | ---- |
| 2018  | GT3    | 88 | Paolo Venerosi Alessandro Baccani | Porsche 911 GT3 R       | D     |     |     |     |     |     |     |     |       |      |
| 2017  | GT3    | 46 | Fabio Babini Emanuele Busnelli    | Lamborghini Huracán GT3 | D     | 3   | 5   | 7   | 1   | 1   | 3   | 4   | 104.5 | 1re  |

## Pilotes
- Uwe Alzen
- Alberto de Amicis
- Fabio Babini
- Alessandro Baccani
- Nicola Benucci
- Michele Beretta (de)
- Emanuele Busnelli
- Andrea Ceccato
- Alberto Cerqui (en)
- Emmanuel Collard
- Bret Curtis
- Yvan Jacoma
- Érik Maris
- Luigi Moccia
- Johnny Mowlem
- Raymond Narac
- Christina Nielsen
- Riccardo Pera
- François Perrodo
- Xavier Pompidou
- Dieter Quester
- Paolo Rapetti
- Luca Riccitelli (de)
- Mike Rockenfeller
- Davide Roda (en)
- Andrea Sovinco
- Paolo Venerosi
- Vincent Vosse
- Karl Wendlinger
- Marcello Zani